# ICA (supermarkt)
ICA AB (Inköpscentralernas aktiebolag) is een Zweedse supermarktketen. Het bedrijf werd opgericht in 1938 op basis van het ondernemingsmodel dat in 1917 door Hakonbolagen was geïntroduceerd. ICA is de grootste kleinhandel van Scandinavië en hier is ook het grootste deel van de winkels gevestigd. Daarnaast is er een aantal filialen in de Baltische staten.
Het bedrijf was tot 2000 in handen van deelnemende winkeliers toen het voor de helft verkocht werd aan het Nederlandse bedrijf Ahold. Hier kwam in 2004 nog eens 10% bij. In 2013 zijn alle aandelen verkocht aan Hakon Invest.

## Zweden
In Zweden zijn ongeveer 1.350 ICA-winkels te vinden. Er zijn verschillende soorten, afhankelijk van de locatie, de producten en de grootte van de supermarkt.
- ICA Nära ("ICA Nabij") - Kleine winkel voor de kleine dagelijkse boodschappen
- ICA Supermarket - Middelgrote winkel in de buurt van woningen of kantoren, heeft een grote hoeveelheid producten
- ICA Kvantum - Superstores voor grote, geplande boodschappen. Grote ruimte is besteed aan parkeerplaatsen en is vaak te vinden aan de rand van een stad.
- MAXI ICA Stormarknad - Hypermarkt met een grote hoeveelheid producten waaronder ook kleding, huishoudelijke artikelen, entertainment en elektrische apparaten. De kleinere winkels hebben geen kleding en elektrische apparaten terwijl de grootste versies ook doe-het-zelf- en tuinafdelingen hebben.

Elke winkel wordt apart beheerd, maar sommige dingen worden vanuit de groep gecoördineerd. In alle winkels liggen ICA-huismerkproducten.
In 2009 had het Zweedse gedeelte van ICA AB een omzet van ongeveer 59 miljard Zweedse kronen (€ 6 miljard). Een belangrijke Zweedse locatie is gelegen in Västerås waar een logistiek centrum is gevestigd.
Sinds 2001 zendt ICA een reeks reclamespotjes uit met daarin een fictieve ICA-winkel met klanten en personeel. In september 2010 waren er 320 van deze spotjes uitgezonden.

## Noorwegen
ICA Norge heeft sinds 2009 ongeveer 600 winkels in Noorwegen en heeft een omzet van ongeveer 21 miljard Zweedse kronen (€ 2,2 miljard). De winkelketen heette vroeger Hakongruppen maar werd gekocht door ICA en werd omgebouwd tot ICA-winkels.
In Noorwegen zijn er ook 4 types winkels. Dit zijn:
- ICA Nær
- ICA Supermarked
- ICA Maxi
- RIMI

## Baltische landen
ICA’s Rimi Baltic is een dochteronderneming van ICA en is volledig in de handen van dit bedrijf. Er zijn normale supermarkten, hypermarkten en discounters, deze zijn gevestigd de drie Baltische landen Estland, Letland en Litouwen.
De omzet was in 2009 ongeveer 10 miljard Zweedse kronen.

## Statoil
Tot in ongeveer 1995 bezaten Statoil en ICA samen ongeveer 1.300 tankstations in Scandinavië, veelal onder de naam ICA Express. ICA heeft intussen zijn deel verkocht aan Statoil en in 2007 zijn alle tankstations veranderd in Statoil.

## Denemarken
ICA had eerder 50% van de aandelen in de omgeving van Kopenhagen gelegen Deense supermarktketen ISO. In 2004 verkocht ICA haar aandelen terug aan ISO.